# Тіффані (Вісконсин)
Тіффані (англ. Tiffany) — місто (англ. town) в США, в окрузі Данн штату Вісконсин. Населення — 617 осіб (2020).

## Демографія
Згідно з переписом 2010 року, у місті мешкало 618 осіб у 242 домогосподарствах у складі 183 родин. Було 264 помешкання
Расовий склад населення:
| - 95,6 % — білих - 3,6 % — азіатів |

До двох чи більше рас належало 0,5 %. Частка іспаномовних становила 0,6 % від усіх жителів.
За віковим діапазоном населення розподілялося таким чином: 22,8 % — особи молодші 18 років, 63,3 % — особи у віці 18—64 років, 13,9 % — особи у віці 65 років та старші. Медіана віку мешканця становила 44,3 року. На 100 осіб жіночої статі у місті припадало 106,7 чоловіків;  на 100 жінок у віці від 18 років та старших — 108,3 чоловіків також старших 18 років.
Середній дохід на одне домашнє господарство  становив 63 948 доларів США (медіана — 57 266), а середній дохід на одну сім'ю — 73 465 доларів (медіана — 61 250). Медіана доходів становила 41 705 доларів для чоловіків та 31 346 доларів для жінок. За межею бідності перебувало 7,4 % осіб, у тому числі 4,3 % дітей у віці до 18 років та 7,8 % осіб у віці 65 років та старших.
Цивільне працевлаштоване населення становило 321 особа. Основні галузі зайнятості: освіта, охорона здоров'я та соціальна допомога — 23,7 %, будівництво — 19,9 %, виробництво — 15,6 %.